# Viaduc Charlemagne
Pour les articles homonymes, voir Charlemagne (homonymie).
Le viaduc Charlemagne, appelé également le viaduc d'Anseremme (à ne pas confondre avec le viaduc d'Anseremme qui est un pont ferroviaire situé en amont) ou le viaduc de Dinant, est un pont routier en poutre-caisson franchissant la Meuse, dans la province de Namur, en Belgique. Portant la route nationale 97, il assure la jonction entre la route européenne 411 (autoroute A4) et Onhaye en franchissant la vallée mosane sur 642 mètres de longueur avec 27 mètres de largeur et 80 mètres de hauteurs.
Aménagement d'importance provinciale et régionale, et maillon de la route nationale 97 permettant de relier Havelange à Philippeville, ce projet à nécessité trois ans de construction et a été réalisé par BESIX.

## Record
En 2021, le viaduc est le plus haut pont de Belgique avec une hauteur de 80 mètres et était le second pont le plus long juste après celui du viaduc de Remouchamps en 1981.

## Situation
Le pont se situe dans la section d'Anseremme de la commune namuroise de Dinant en région wallonne. En amont, le viaduc est précédé par l'écluse 3 dite d'Anseremme à 0,62 km et par le pont d'Hastière-Lavaux à 11,15 km ; alors qu'en aval, il est suivi par le pont Charles de Gaulle de Dinant à 2,29 km.

## Description de l'ouvrage
Le viaduc est un pont en poutre-caisson en béton précontraint composé de six travées de longueurs différentes excepté les travées trois et cinq qui sont longues de 124 mètres ; les première, deuxième, quatrième et sixième travées sont respectivement longues de 60 mètres, 92 mètres, 166 mètres et 76 mètres.
Le tablier en acier est épais de six mètres et les cinq piliers en béton armé sont larges de 27 mètres. La poutre du tablier est de hauteur constante, tout en acier, avec un caisson monocellulaire de 9 mètres de large sur 6 mètres de haut avec deux encorbellements de 9 mètres soutenus par des bracons de 4 mètres.
Le viaduc aura nécessité 6 800 tonnes d'acier de construction, 11 000 m3 de béton et 830 tonnes d'aciers passifs pour un coût d'un milliard de franc belge.

Le maître d'ouvrage est le Ministère Wallon de l'Équipement et des Transports. Les études techniques pour la structure ont été faites par le bureau d'études Bagon et vérifiés par la SECO. La construction en elle-même a été réalisée par les Ateliers de constructions de Jambes-Namur, par Maurice Delens et la SBBM.

Différentes vues du viaduc
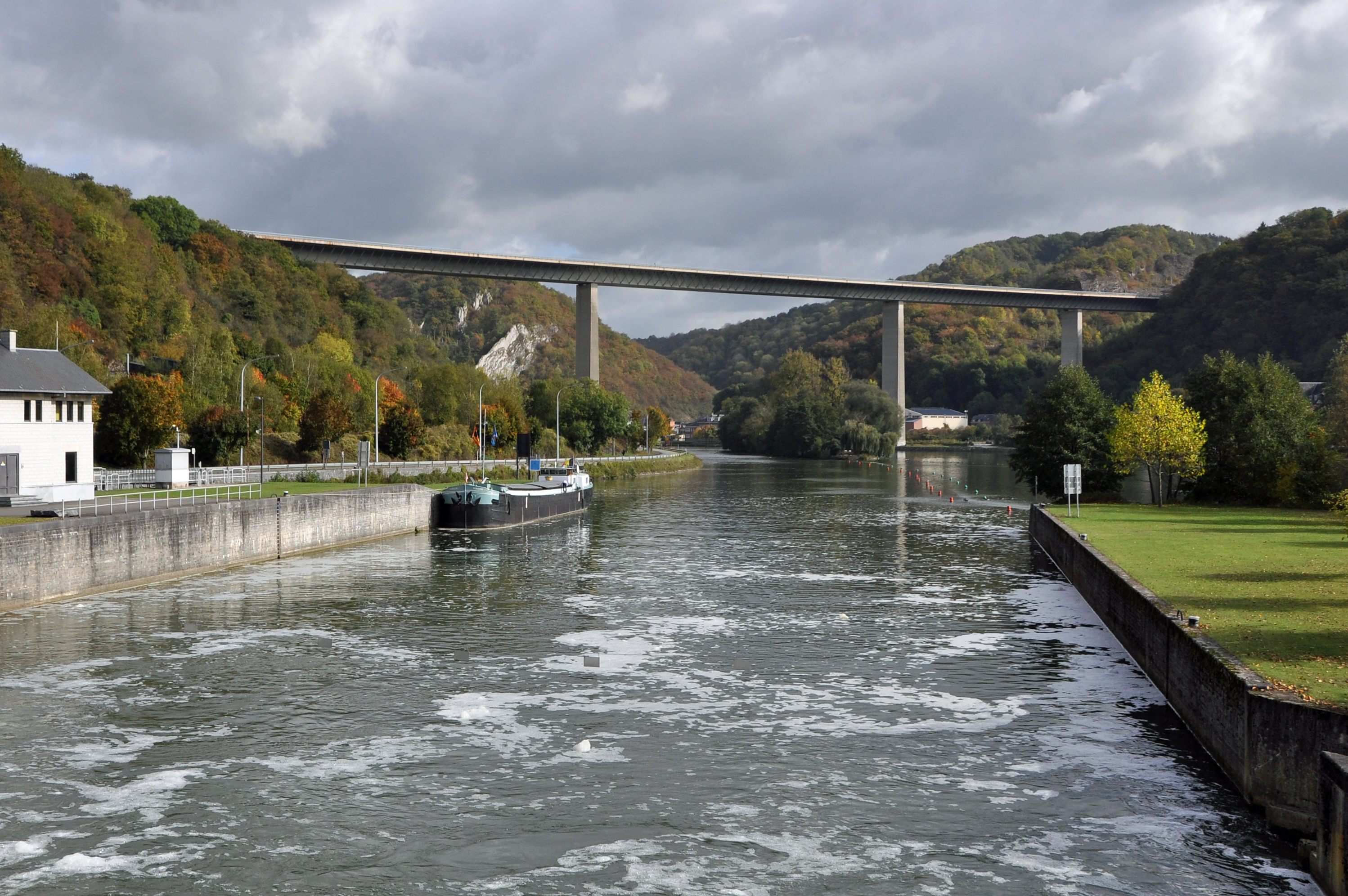
Vue du barrage-écluse d'Anseremme
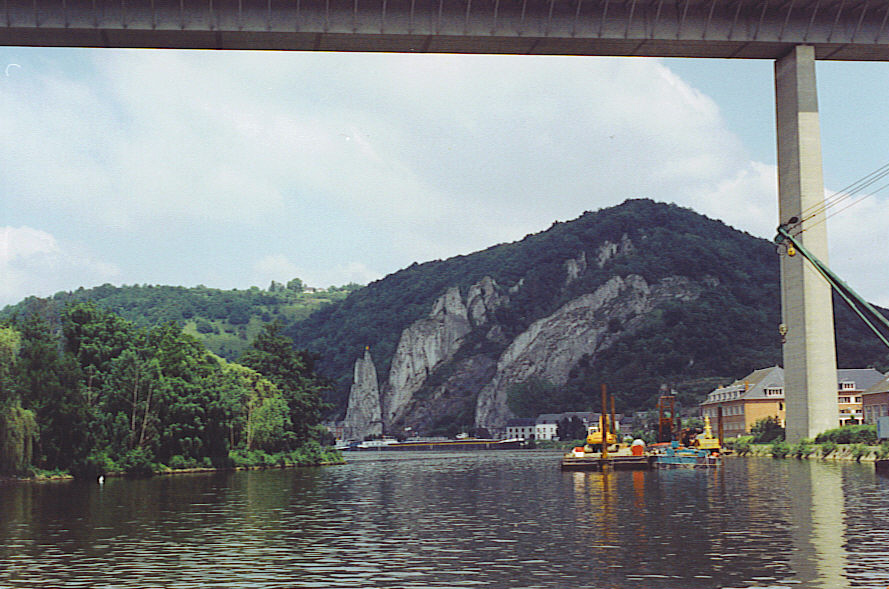
Vue du rocher Bayard encadré par le viaduc
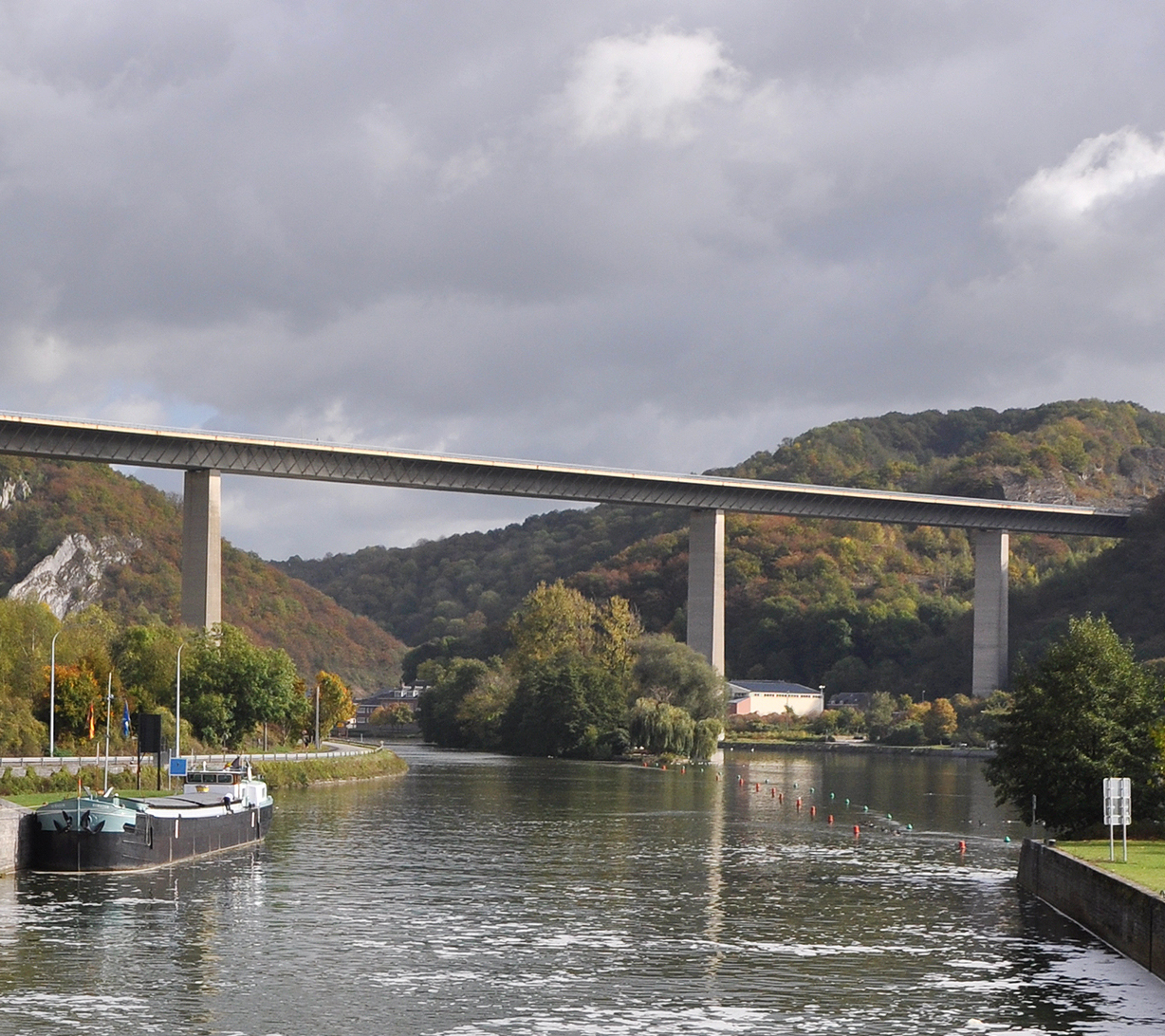
Vue générale depuis Anseremme

### Dégradation
En août 2022, le viaduc devrait être rénové en partie et plus particulièrement les voies qui sont très dégradées avec de nombreux nids-de-poule. Ces travaux de rénovation sera la première intervention depuis la construction du viaduc en quarante ans si ce n'est le placement de barrières anti-suicide en 2018.